# Temporada de furacões no oceano Atlântico de 2007
A temporada de furacões no oceano Atlântico de 2007 foi um evento do ciclo anual de formação de ciclones tropicais na bacia do Atlântico norte. Começou oficialmente em 1 de Junho de 2007 e terminou oficialmente em 30 de Novembro do mesmo ano, datas que convencionalmente delimitam o período quando a maioria dos ciclones tropicais se formam na bacia do oceano Atlântico norte durante o ano.
A formação da tempestade subtropical Andrea, em 9 de Maio, marcou o início antecipado da temporada. Esta foi a segunda ocasião em cinco anos que uma tempestade se formou antes do começo oficial do começo da temporada; a outra vez tinha sido a formação da tempestade tropical Ana em Abril de 2003. O furacão Dean foi o primeiro furacão "maior" desta temporada; alcançou a categoria 5 na escala de furacões de Saffir-Simpson e atingiu a península de Iucatã nesta intensidade na terceira semana de Agosto. Dean também foi o terceiro ciclone tropical atlântico mais intenso a atingir a costa em toda a história registrada. O furacão Felix foi o segundo furacão "maior" da temporada, atingindo também categoria 5, que fez desta temporada uma das quatro temporadas a terem mais de um furacão de categoria 5; as outras foram as temporadas de 1960, de 1961 e de 2005. Felix atingiu a costa nordeste da Nicarágua nesta intensidade, que fez desta temporada a única dentre todas em que mais de um furacão atingiu a costa como um furacão de categoria 5. O furacão Humberto, apesar de ter sido classificado como um furacão de categoria 1 e causar poucos estragos, foi o ciclone tropical que se intensificou de forma mais rápida em toda a história registrada. Em apenas 18 horas, o furacão passou de estágio de depressão tropical, com ventos máximos sustentados em um minuto de 55 km/h, para furacão, com ventos máximos sustentados em um minuto de 150 km/h. Outro aspecto notável do furacão é o fato desta rápida intensificação ter ocorrido a apenas 24 km da costa. Humberto também foi o primeiro furacão a atingir os Estados Unidos desde a passagem do furacão Wilma sobre a Flórida, em 2005. O furacão Noel foi o ciclone tropical que causou mais fatalidades no Atlântico norte em 2007; 151 pessoas morreram após a sua passagem pelo Caribe. A tempestade tropical Olga marcou o encerramento tardio da temporada de 2007, formando-se em meados de Dezembro.

## Previsões para a temporada
As previsões de atividade de furacões foram emitidas antes de cada temporada pelos especialistas Philip J. Klotzbach, Dr. William M. Gray e seus associados na Universidade do Estado do Colorado, separadamente das previsões feitas pelo National Oceanic and Atmospheric Administration (NOAA). A equipe de Klotzbach (formalmente liderada pelo Dr. Gray) definiu o número médio de tempestades por ano (entre 1950 e 2000) em 9,6 tempestades tropicais, 5,9 furacões e 2,3 furacões "maiores" (furacões excedendo a categoria 3 na escala de furacões de Saffir-Simpson). Uma temporada normal, definida pela NOAA, tem 9 a 12 tempestades dotadas de nome, sendo que 5 a 7 delas se tornam furacões, e destes, 1 a 3 se tornam furacões "maiores".

### Previsões de pré-temporada
Em 8 de Dezembro de 2006, a equipe de Klotzbach emitiu sua primeira previsão a longo prazo para a temporada de 2007, prevendo uma atividade acima da média (14 tempestades dotadas de nome, 7 furacões e 3 furacões "maiores").
A equipe previu uma grande possibilidade de pelo menos um furacão "maior" atingir os Estados Unidos: a previsão indicava uma possibilidade de 64% de um furacão "maior" atingir os Estados Unidos Continentais, que inclui uma possibilidade de 40% de pelo menos um furacão "maior" atingir a costa leste dos Estados Unidos (incluindo a Flórida), e uma possibilidade de 40% de um furacão "maior" atingir os Estados Unidos pela costa do golfo dos Estados Unidos. A atividade de furacões "maiores" para o Caribe foi prevista ser acima da média, e a equipe previu que o El Niño iria se dissipar na porção ativa da temporada.
Em 3 de Abril, uma nova previsão foi liberada, chamando a atenção para uma temporada de furacões muito ativa, com 17 tempestades dotadas de nome, 9 furacões e 5 furacões "maiores".
O aumento na previsão foi atribuído à rápida dissipação do El Niño. A equipe também previu que a influência da La Niña na temporada iria ser de fraca a moderada e notaram que a temperatura da superfície do mar iria ser muito maior do que a média histórica. A possibilidade de pelo menos um furacão "maior" atingir os Estados Unidos aumentou para 74%, com uma possibilidade de 50% de um furacão "maior" atingir os Estados Unidos pela costa leste e uma possibilidade de 49% de um furacão "maior" atingir os Estados Unidos pelo golfo do México. Entretanto, Klotzbach notou que, enquanto estavam chamando a atenção para uma temporada de furacões ativa, não foi prevista ser tão ativa quanto à temporada de furacões no Atlântico de 2005.
Em 22 de Maio, a NOAA liberou a sua previsão para a temporada de 2007. Foi previsto 13 a 17 tempestades dotadas de nome, com 7 a 10 se tornando furacões, e destes, 3 a 5 se tornariam furacões "maiores".

Um dia antes do começo oficial da temporada, a equipe da universidade do Estado do Colorado liberou sua última previsão de pré-temporada, não fazendo mudanças em relação à previsão de Abril.
Em 19 de Junho, o Met Office (UKMO), o serviço nacional de meteorologia do Reino Unido, liberou suas previsões para a continuação da temporada de furacões baseado num novo modelo de previsão. A agência previu 10 tempestades dotadas de nome, não incluindo Andrea nem Barry, com 70% de possibilidades de 7 a 13 tempestades dotadas de nome. A previsão não incluiu previsões específicas para o número de furacões ou de furacões "maiores".

### Previsões durante a temporada
Em 3 de agosto, a equipe de Klotzbach abaixou a sua estimativa para a temporada para 15 tempestades dotadas de nome, com 8 se tornando furacões, e destes, 4 se tornando furacões "maiores". A equipe notou que as condições meteorológicas tinham ficado ligeiramente menos favoráveis para a formação de ciclones tropicais do que eles tinham previsto no começo do ano. A temperatura da superfície do mar foi menor do que o previsto e havia várias incidências de massas de ar vindas do deserto do Saara carregadas com partículas de areia, o que dificulta a formação de um ciclone tropical.
Em 9 de Agosto, a NOAA reviu sua estimativa para a temporada, que baixou ligeiramente para 13 a 16 tempestades dotadas de nome, com 7 a 9 se tornando furacões, e destes, 3 a 5 se tornando furacões "maiores". Entretanto, a NOAA reafirmou a sua chamada para uma temporada acima da média, citando a temperatura da superfície do mar mais quente do que o normal em partes do oceano Atlântico e do mar do Caribe, assim como numa previsão atualizada de que a La Niña estaria atuando provavelmente no pico de atividade da temporada.
Em 4 de Setembro, a equipe de Klotzbach reduziu novamente sua estimativa para a temporada para 15 tempestades dotadas de nome, com 7 se tornando furacão, e destes, 4 se tornado furacões "maiores". Em 2 de Outubro, a equipe de Klotzbach emitiu uma nova previsão sobre a temporada, não fazendo grandes mudanças em relação à previsão anterior, somente diminuindo a estimativa para os furacões "maiores" de 4 para 3.

## Tempestades

### Tempestade subtropical Andrea
Em 9 de Maio, um sistema que era anteriormente um ciclone extratropical se organizou enquanto se localizava cerca de 225 km a sudeste de Savannah, Geórgia. Alertas de tempestade tropical foram imediatamente emitidos para partes costeiras da Geórgia e da Flórida, embora fossem cancelados posteriormente. Andrea foi a primeira tempestade dotada de nome a se formar em maio desde a tempestade tropical Arlene, em 1981, e também foi a primeira tempestade a se formar antes do começo oficial da temporada desde a tempestade tropical Ana, em abril de 2003. Depois, a organização do sistema se deteriorou com uma significativa diminuição da convecção de ar assim que o sistema seguiu sobre águas mais frias, e em 10 de Maio, o sistema se enfraqueceu para uma depressão subtropical e o Centro Nacional de Furacões emitiu seu aviso final sobre Andrea às 15:00 UTC daquele dia. Entretanto, na manha de 11 de Maio, a convecção ganhou força próximo ao núcleo do sistema, indicando que o ciclone podia estar adquirindo características tropicais. Entretanto, isto não aconteceu.
A tempestade produziu ondas fortes da costa da Flórida até a costa da Carolina do Norte, causando ressaca e alguns danos. Um surfista afogou-se devido às ondas fortes.  Um total de cinco pessoas morreram durante a fase extratropical de Andrea.  Ventos fortes de Andrea alimentaram severos incêndios florestais no norte da Flórida e no sul da Geórgia. Andrea foi o responsável por prover fortes ventos que agiram como um "fole", alimentando os incêndios para níveis catastróficos, muito além do que os bombeiros poderiam fazer. Ventos fortes da tempestade espalharam fumaça dos locais dos incêndios numa área da Flórida entre a baía de Tampa e Miami.

### Tempestade tropical Barry
Em 30 de Maio, uma grande área de baixa pressão formou-se no golfo das Honduras. Seguindo para o norte, o sistema lentamente se intensificou assim que seguia pelo noroeste do mar do Caribe e pelo sudoeste do golfo do México. Em 1 de Junho, o primeiro dia oficial da temporada, a perturbação se organizou para a tempestade tropical Barry, mesmo estando localizado numa área com forte cisalhamento do vento. Imediatamente foram emitidos avisos para a costa do golfo da Flórida. Barry proveu a precipitação que era muito esperada e necessitada para porções da Flórida e da Geórgia, que estavam enfrentando severa estiagem desde Janeiro. Barry atingiu a costa da Flórida perto da baía de Tampa em 2 de Junho como uma fraca tempestade tropical. Logo depois, Barry se enfraqueceu para uma depressão tropical assim que começou a sua transição extratropical. Barry tornou-se totalmente extratropical ainda naquela tarde. No dia seguinte, o ciclone seguiu para o norte através da costa das Carolinas trazendo chuvas para os estados da costa leste dos Estados Unidos. Em 5 de Junho, seu núcleo seguiu para a costa atlântica do Canadá. 

### Tempestade tropical Chantal
Uma área de baixa pressão desenvolveu-se perto das Bahamas em 28 de Julho e lentamente se organizou enquanto seguia para norte-nordeste. Na madrugada de 31 de Julho, o sistema foi classificado pelo Centro Nacional de Furacões (NHC) como a depressão tropical Três, o terceiro da temporada, depois de manter áreas convecção de ar profunda perto de seu centro na maior parte do dia anterior. No mesmo dia, o sistema se fortaleceu para uma tempestade tropical ao sul da província da Nova Escócia, Canadá. O sistema tornou-se extratropical na madrugada de 1 de Agosto assim que seguia sobre águas mais frias em direção à ilha de Terra Nova, Canadá.
Em 1 de Agosto, enchentes foram relatadas na área entre Placentia e a capital da província da Terra Nova e Labrador, St. John's, onde cerca de 100 mm de chuva causou o adiamento da Royal St. John's Regatta. Mais de 150 mm de chuva caiu numa área que inclui a cidade de Whitbourne, de acordo com o Environment Canada. A enchente mais severa aconteceu no sul da península de Avalon, onde dezenas de rodovias e residências foram inundadas, com o nível da água chegando a meio metro. Várias comunidades ficaram isoladas. O serviço de balsa entre Argentia e North Sydney foi suspenso e uma balsa foi desviada para Port aux Basques.
Pelo menos cinco comunidades foi em torno das baías de Placentia e Conception ficaram em estado de emergência. O ministro canadense de Terra Nova e Labrador para assuntos municipais, Jack Byrne, requereu uma declaração federal para considerar as áreas afetadas pela tempestade como regiões de desastre natural. Os danos foram estimados em vários milhões de dólares, com pelo menos 4 milhões em prejuízos somente na cidade de Placentia.

### Furacão Dean
Uma intensa onda tropical deixou a costa ocidental da África na segunda semana de Agosto. O sistema rapidamente se organizou e uma área de baixa pressão se formou em associação à onda em 12 de Agosto. No dia seguinte, a área de baixa pressão estava suficientemente organizada para ser declarada como uma depressão tropical, a quarta da temporada. A depressão formou-se a sudeste das ilhas do Cabo Verde e apresentava áreas de convecção profunda, embora confinadas à porção oeste de sua circulação devido ao cisalhamento do vento oriental. Esperava-se que a depressão poderia ser intensificar nos dias posteriores devido à diminuição do cisalhamento do vento e à alta temperatura da superfície do mar que criavam condições favoráveis para a intensificação tropical. A depressão seguiu rapidamente para oeste, ao sul de uma alta subtropical, escapando do cisalhamento do vento.
Baseado em dados meteorológicos obtidos através de imagens de satélite no canal microondas e pelo satélite QuikSCAT, a depressão foi classificada pelo Centro Nacional de Furacões (NHC) como a tempestade tropical Dean em 14 de Agosto. A tempestade continuou a se fortalecer durante aquela noite assim que ganhava organização, e em 16 de Agosto, Dean foi classificado como um furacão, o primeiro da temporada de 2007.
Em 17 de Agosto, o olho de Dean passou sobre as Pequenas Antilhas, no canal de Santa Lúcia, como um furacão de categoria 2 na escala de furacões de Saffir-Simpson. Nas águas quentes do mar do Caribe, Dean rapidamente se fortaleceu para um catastrófico furacão de categoria 5, enfraquecendo-se ligeiramente para um furacão de categoria 4 devido a um ciclo de substituição da parede do olho. Dean passou logo ao sul da Jamaica como um furacão de categoria 4. O NHC classificou novamente Dean como um furacão de categoria 5 na madrugada de 21 de Agosto
e naquela intensidade possivelmente catastrófica, Dean atingiu a península de Iucatã, no México, numa região conhecida como Costa Maia, ainda naquele dia. Em terra, Dean se enfraqueceu para um furacão de categoria 1.
No mínimo 44 pessoas morreram devido à passagem do furacão Dean. Nenhum destas fatalidades, entretanto, foi atribuída quando Dean atingiu o México como um furacão de categoria 5 devido ao fato de que o local onde o furacão, que trouxe muita chuva e ventos fortíssimos, atingiu seja uma região de pouca densidade populacional, ao norte da baía de Chetumal, incluindo a reserva da biosfera de Sian Ka'an.

O nome Dean foi retirado oficialmente pela Organização Meteorológica Mundial (OMM) em 13 de Maio de 2008 durante a sua reunião anual em Orlando, Flórida. O nome Dean foi substituído por Dorian na lista V da lista oficial de nomes de furacões atlânticos. Sendo assim, Dorian será usado pela primeira vez na temporada de furacões no Atlântico de 2013.

### Tempestade tropical Erin
Em 9 de Agosto, uma área de convecção desenvolveu-se logo ao sul da Jamaica em associação a um cavado de baixa pressão. O sistema seguiu para oeste-noroeste, e em 10 de Agosto, se consistia de um grande cavado de superfície com atividade tempestuosa mínima. As áreas de convecção aumentaram em 11 de Agosto e no dia seguinte, a interação entre uma onda tropical e uma área de baixa pressão de altos níveis resultou numa grande área de tempestades desorganizadas, que se estendia do oeste do mar do Caribe até a porção central das Bahamas. Os ventos de altos níveis gradualmente se tornaram mais favoráveis e em 13 de Agosto, uma grande área de baixa pressão se formou a cerca de 145 km a norte-nordeste de Cancún, México. Na madrugada (UTC) de 14 de Agosto, um avião de reconhecimento da NOAA sobrevoou o sistema e observou um pequeno centro de circulação ciclônica, mas naquele momento, não estava suficientemente bem definido para que o Centro Nacional de Furacões (NHC) começasse a emitir avisos regulares sobre o sistema. Entretanto, as áreas de convecção profunda se mantiveram perto do centro, que aumentava em organização e, às 03:00 (UTC) de 15 de Agosto o NHC classificou o sistema como a quinta depressão da temporada de 2007, a cerca de 685 km a sudeste de Brownsville, Texas, Estados Unidos.

Baseado nos dados do avião de reconhecimento, que investigou o sistema novamente, o NHC classificou o sistema como a tempestade tropical Erin em 15 de Agosto Erin enfraqueceu-se para uma depressão tropical assim que atingiu a costa do golfo dos Estados Unidos, no estado do Texas, perto de Lamar, em 16 de Agosto, e o NHC emitiu seu último aviso sobre o sistema pouco depois que Erin seguiu sobre terra. O Centro de Previsões Hidrometeorológicas (HPC) parou de monitora a depressão tropical Erin assim que o sistema perdeu seus ventos de superfície na tarde de 19 de Agosto. Duas pessoas morreram quando um depósito foi destruído no Texas. No total, 18 pessoas morreram devido à passagem de Erin. 

### Furacão Felix
Em 31 de Agosto, uma área de distúrbios meteorológicos a leste das Pequenas Antilhas ficou suficientemente organizado para ser declarado pelo Centro Nacional de Furacões (NHC) como sendo a sexta depressão tropical da temporada de 2007. Na manhã de 1 de Setembro, o sistema fortaleceu-se para a tempestade tropical Felix. Na madrugada do dia seguinte, Felix tornou-se um furacão. Mais tarde naquele dia, Felix se tornou o segundo furacão "maior" da temporada e rapidamente alcançou a intensidade de um furacão de categoria 5 ainda naquela noite. Depois, Felix se enfraqueceu para um furacão de categoria 4 devido a um ciclo de substituição da parede do olho, mas voltou a se fortalecer para um furacão de categoria 5. Felix atingiu a costa da Nicarágua com ventos sustentados em um minuto de 260 km/h em 4 de Setembro e rapidamente se enfraqueceu sobre terra e o último aviso sobre Felix foi emitido em 5 de Setembro.
O nome Felix foi retirado oficialmente pela Organização Meteorológica Mundial (OMM) em 13 de Maio de 2008 durante a sua reunião anual em Orlando, Flórida. O nome Felix foi substituído por Fernand na lista V da lista oficial de nomes de furacões atlânticos. Sendo assim, Fernand será usado pela primeira vez na temporada de furacões no Atlântico de 2013.

### Tempestade tropical Gabrielle
Um sistema extratropical perto da costa sudeste dos Estados Unidos ganhou características subtropicais e foi classificado pelo Centro Nacional de Furacões (NHC) como a tempestade subtropical Gabrielle na madrugada (UTC) de 8 de Setembro. Depois, a tempestade ganhou características tropicais e foi classificado pelo NHC como uma tempestade tropical. Depois de passar sobre os Outer Banks da Carolina do Norte, o sistema se enfraqueceu e se tornou uma depressão tropical em 10 de Setembro, sendo que o último aviso sobre o sistema foi emitido no dia seguinte, quando o sistema já não mais apresentava circulação ciclônica definida. Gabrielle trouxe 10 a 15 mm de chuva nas áreas imediatas ao local de onde a tempestade atingiu a costa. Foram relatados apenas danos mínimos e não houve fatalidades nem pessoas feridas.

### Tempestade tropical Ingrid
Ingrid formou-se de uma grande onda tropical que deixou a costa da África em 6 de Setembro. Naquele momento, o cisalhamento do vento inibiu o desenvolvimento da onda sobre o Atlântico tropical, até que, em 9 de Setembro, uma grande área de baixa pressão se desenvolveu no eixo da onda, a meio caminho entre a África e as Pequenas Antilhas. A onda tropical fortaleceu-se para a depressão tropical Oito a cerca de 1.815 km a leste das Pequenas Antilhas, em 12 de Setembro, praticamente ao mesmo tempo em que outro sistema se formou, que mais tarde se tornaria o furacão Humberto. O sistema desenvolveu-se lentamente e se tornou a tempestade tropical Ingrid na manhã de 13 de Setembro, apesar do forte cisalhamento do vento. Ingrid alcançou o pico de intensidade 12 horas depois, com ventos máximos sustentados em um minuto de 75 km/h. No entanto, o cisalhamento do vento de um cavado tropical de altos níveis logo enfraqueceu o ciclone; a tempestade voltou a ser uma depressão tropical em 15 de Setembro e, em 17 de Setembro, o Centro Nacional de Furacões (NHC) emitiu seu último aviso sobre Ingrid, no momento em que o sistema se degenerava numa onda aberta ao norte das Pequenas Antilhas. Ingrid foi a primeira tempestade que não ameaçou a costa da temporada de 2007, e não há registros de danos ou fatalidades associados ao sistema.

### Furacão Humberto
Em 8 de Setembro, um fraco cavado de baixa pressão de superfície e uma área de baixa pressão de altos níveis produziram tempestades desorganizadas entre o oeste de Cuba e a parte leste do golfo do México. A área de tempestades continuou a seguir para oeste-noroeste sobre o golfo e, em 12 de Setembro, as tempestades se organizaram suficientemente para serem classificados pelo Centro Nacional de Furacões (NHC) como a nona depressão tropical da temporada de 2007, a cerca de 100 km a sudeste de Matagorda, Texas, Estados Unidos.  A depressão rapidamente se intensificou e, em apenas três horas, o sistema se tornou a tempestade tropical Humberto. Humberto começou a seguir para o norte, e depois para norte-nordeste, e continuou a se intensificar rapidamente. Na manhã de 13 de Setembro, um avião caçador de furacões coletou dados sobre Humberto e, com base nestes dados, o Centro Nacional de Furacões classificou o sistema como furacão enquanto o sistema se localizava a apenas 20 km da costa do Texas. Por volta das 07:00 (UTC), Humberto atingiu a costa texana, perto de High Island, como um furacão de categoria 1.  Humberto rapidamente se enfraqueceu e seguiu para o sudoeste da Luisiana como uma tempestade tropical durante aquela tarde.

Humberto causou alguns danos estruturais em High Island, Texas, e derrubou algumas árvores e postes na área entre Beaumont e Port Arthur.  Interrupções do fornecimento de eletricidade pararam a produção de quatro refinarias petrolíferas em Beaumont. Uma pessoa morreu quando a estrutura em frente à sua garagem desmoronou sobre ele em Bridge City.

### Depressão tropical Dez

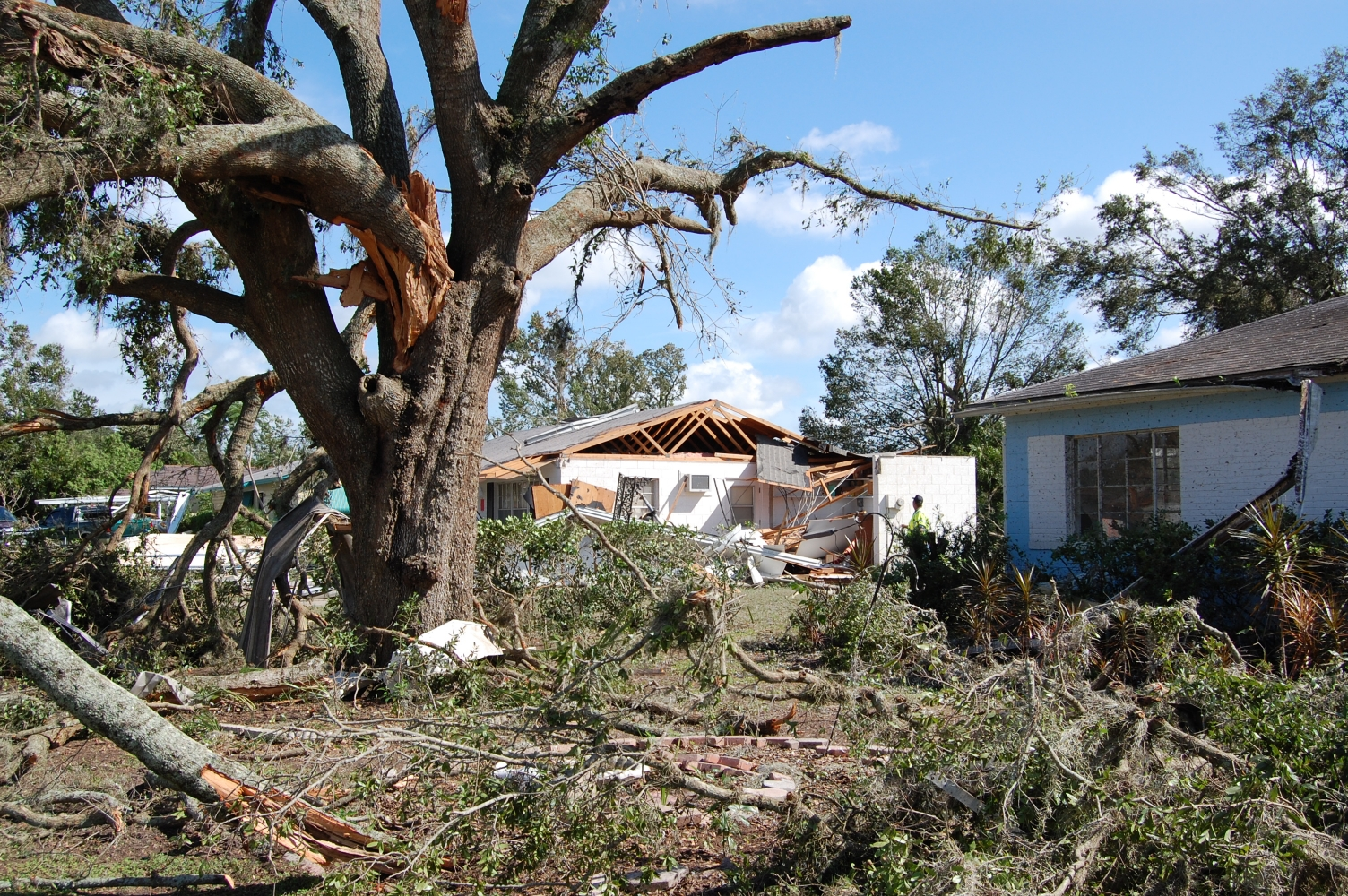
A destruição causada por um tornado gerado pelo precursor da depressão tropical Dez

Uma onda tropical, a mesma que previamente originou a tempestade tropical Ingrid, alcançou as Bahamas em 17 de Setembro, onde produziu áreas de tempestades desorganizadas. Ao mesmo tempo, uma frente fria ficou estacionária sobre a região central da Flórida e o noroeste do oceano Atlântico. Esta frente fria também gerou uma grande área de tempestades desorganizadas. Inicialmente, as duas áreas de convecção eram distinguíveis, mas em 18 de Setembro, estas duas áreas se uniram assim que uma área de baixa pressão de altos níveis se formou sobre a Flórida. Ainda envolvido pela área de baixa pressão de altos níveis, o sistema era formado por vórtices múltiplos assim que seguia para oeste, cruzando a Flórida e seguindo para o golfo do México. Um dos vórtices se tornou predominante sobre os outros, e o Centro Nacional de Furacões (NHC) classificou o sistema como a depressão subtropical Dez às 12:00 (UTC) de 21 de Setembro. O sistema foi classificado como subtropical devido ao efeito que a área de baixa pressão de altos níveis fazia sobre a circulação ciclônica do sistema. Três horas depois, o sistema se separou da área de baixa pressão de altos níveis assim que as áreas convecção se consolidavam, ganhando características tropicais e o sistema foi classificado pelo NHC como uma depressão tropical. À meia-noite (UTC) de 22 de Setembro, a depressão atingiu a costa dos Estados Unidos, nunca tendo atingindo a intensidade de tempestade tropical.
Devido à ameaça da depressão, foram ordenadas evacuações em várias comunidades e o estado da Luisiana declarou estado de emergência. Várias empresas petrolíferas retiraram trabalhadores não-essenciais e pararam a produção em plataformas petrolíferas no golfo do México, causando a interrupção parcial da produção de petróleo e gás natural nos Estados Unidos. O sistema precursor da depressão gerou um tornado F1 na escala Fujita, que destruiu várias casas perto de Eustis, Flórida.

### Tempestade tropical Jerry
Uma área de baixa pressão não-tropical formou-se em 21 de Setembro e seguiu erraticamente sobre o oceano Atlântico centro-norte por alguns dias, enquanto que as áreas de convecção associadas ao sistema se desenvolviam gradualmente. A atividade de trovoadas ficou mais bem definida e envolveu a área de baixa pressão. Por volta das 00:00 (UTC), o Centro Nacional de Furacões (NHC) classificou o sistema como a depressão subtropical Onze, a cerca de 1.710 km a oeste dos Açores. O sistema era associado a uma área de baixa pressão de altos níveis e a área de ventos mais fortes estava bem afastada do centro ciclônico do sistema. Estes fatores tornavam o sistema subtropical. O sistema rapidamente se fortaleceu, apesar do centro do sistema ainda não estar bem definido e haver outros centros ciclônicos menores embebidos na circulação. Baseado nestes dados, o NHC classificou o sistema como a tempestade subtropical Jerry no final daquela manhã, sendo que o sistema continuava muito longe da costa. A tempestade tornou-se totalmente tropical na manhã de 24 de Setembro, depois que as áreas de convecção se aproximaram do centro da circulação e o raio de ventos máximos diminuiu. Jerry se enfraqueceu ainda no mesmo dia assim que se moveu sobre águas mais frias. Uma frente fria aproximou-se da região, fazendo que Jerry acelerasse para nordeste. Com isso, Jerry voltou a ter força de tempestade tropical e alcançou seu pico de intensidade, com ventos máximos sustentados de 65 km/h na madrugada de 25 de Setembro. Pouco depois, Jerry abriu-se num cavado de baixa pressão e se dissipou por volta das 00:00 (UTC) de 25 de Setembro.

### Furacão Karen
Na quarta semana de Setembro, uma grande onda tropical deixou a costa ocidental da África e seguiu para o sul das ilhas do Cabo Verde. O sistema lentamente se organizou e na manhã de 25 de Setembro, o sistema se tornou uma depressão tropical e, seis horas depois, o Centro Nacional de Furacões (NHC) classificou o sistema para uma tempestade tropical, dando-lhe o nome Karen. A princípio, a tempestade se desenvolveu lentamente, mas em 26 de Setembro, Karen rapidamente se intensificou, alcançando a intensidade de furacão na manhã daquele dia antes que o cisalhamento do vento, que se fortalecia naquele momento, interrompesse a tendência intensificação e começar a enfraquecer a tempestade. Análises pós-tempestade afirmaram que Karen alcançou a intensidade de um furacão por um breve período.

### Furacão Lorenzo
Uma onda tropical deixou a costa da África em 11 de Setembro e em 21 de Setembro, uma área de convecção formou-se em associação a onda. Uma grande área de baixa pressão formou-se também em associação a onda em 22 de Setembro. O sistema seguiu sobre a península de Iucatã em 23 de Setembro  Nos dias seguintes, o sistema seguiu erraticamente sobre o sudoeste do golfo do México, mas as áreas de convecção associadas se mantiveram limitadas devido ao forte cisalhamento do vento de altos níveis.
Durante a noite (UTC)de 25 de Setembro, um avião caçador de furacões sobrevoou o sistema, coletando dados. Com base nestes dados, o Centro Nacional de Furacões classificou o sistema como a décima terceira depressão tropical da temporada de 2007. A depressão seguiu lentamente para o sul e para o sudeste, sobre a baía de Campeche. Em 27 de Setembro, o sistema experimentou uma rápida intensificação e a depressão se tornou a tempestade tropical Lorenzo por volta da meia-noite (UTC) daquele dia. A tendência de intensificação continuou e a tempestade logo se tornou um furacão horas mais tarde, menos de 7 horas depois de ter sido classificado como uma tempestade tropical.
Lorenzo atingiu a parte central do México na manhã de 28 de Setembro como um furacão de categoria 1. Pelo menos 5 fatalidades foram atribuídas a passagem de Lorenzo pelo México.

### Tempestade tropical Melissa
Uma onda tropical deixou a costa ocidental da África em 26 de Setembro. No dia seguinte, uma área de baixa pressão se formou em associação à onda próximo das ilhas do Cabo Verde. Na manhã (UTC) de 28 de Setembro, as áreas de convecção associada ao sistema aumentaram muito rapidamente e o Centro Nacional de Furacões (NHC) classificou o sistema como a depressão tropical Quatorze por volta das 06:00 (UTC) daquele dia. Na manhã do dia seguinte, a depressão continuou a se intensificar e se tornou a tempestade tropical Melissa, a oitava tempestade tropical dotada de nome a se formar em Setembro; apenas a temporada de 2002 também teve oito tempestades dotadas de nome em Setembro. Mais tarde naquele dia, Melissa alcançou seu pico de intensidade, com ventos máximos sustentados de 65 km/h. A partir de então, a tempestade adentrou numa área com condições meteorológicas mais desfavoráveis para seu desenvolvimento, com forte cisalhamento do vento, que causou o enfraquecimento do sistema. A atividade de trovoadas diminuiu bruscamente e o NHC emitiu seu último aviso sobre o sistema em 30 de Setembro. 

### Depressão tropical Quinze
Uma grande e complexa perturbação tropical que se estendia entre o noroeste do mar do caribe e o noroeste do Oceano Atlântico norte se formou em 4 de Outubro. Uma área de baixa pressão de superfície formou-se na porção leste da perturbação em 8 de Outubro a cerca de 280 km a nordeste das ilhas Turks e Caicos. As áreas de convecção associadas ao sistema gradualmente se organizaram assim que a área de baixa pressão seguia para leste-nordeste. Por volta do meio-dia (UTC) de 11 de Outubro, o sistema se organizou e foi declarado como uma depressão tropical pelo Centro Nacional de Furacões (NHC) enquanto se localizava a cerca de 1.195 km a leste-sudeste das Bermudas. Depois de ter se tornado uma depressão tropical, o sistema começou a seguir para leste para leste e sua velocidade de deslocamento diminuiu. Pouco depois, a depressão começou a seguir para o norte brevemente em 12 de Setembro, no entanto, um cavado de baixa pressão de altos níveis seguiu sobre o ciclone no final de 11 de Outubro e causou forte cisalhamento do vento vertical. O cisalhamento do vento causou a dissipação das áreas de convecção profunda associadas à depressão e consequentemente a depressão degenerou para uma área de baixa pressão remanescente a cerca de 1.460 km a leste das Bermudas. O sistema remanescente seguiu para noroeste, e depois para nordeste, em 13 de Outubro e então se fundiu a um sistema frontal no dia seguinte. Isto causou a transição extratropical do sistema, que alcançou ventos máximos sustentados de até 85 km/h em 16 de outubro, e manteve esta intensidade até o dia seguinte, quando foi absorvido por outro ciclone extratropical maior ao norte dos Açores.

### Furacão Noel
Uma onda tropical que seguia sobre o Oceano Atlântico por vários dias se organizou na depressão tropical Dezesseis na madrugada (UTC) de 28 de Outubro. A depressão inicialmente mostrava pouca organização, mas no final da tarde daquele dia, se fortaleceu rapidamente e se tornou a tempestade tropical Noel. Noel seguiu para oeste-noroeste e posteriormente para norte-noroeste, ameaçando o Haiti e a República Dominicana. Assim que Noel seguia em direção a ilha de Hispaniola, sua circulação ciclônica começou a interagir com as altas montanhas da ilha. Esta interação causou a desorganização da tempestade. Porém, o sistema trouxe chuvas torrenciais para os dois países que formam a ilha e causou a morte de 148 pessoas, principalmente devido a enchentes e deslizamentos de terra. Mais tarde, a tempestade deixou a costa do Haiti, mudando seu rumo para oeste-noroeste e posteriormente para oeste, atingindo Cuba. Lá, Noel também trouxe chuvas torrenciais e muitos danos, mas não houve relatos de feridos nem mortos. Noel novamente mudou a sua direção de deslocamento, ameaçando as Bahamas. A passagem de Noel pelo país causou a morte de uma pessoa. Após deixar as Bahamas, Noel fortaleceu-se ainda mais, se tornando um furacão por volta da meia-noite (UTC) de 2 de Novembro. Pouco depois, o furacão atingiu o seu pico de intensidade, com ventos máximos sustentados de 130 km/h. Na noite do mesmo dia, Noel começou a passar sobre águas mais frias, perdendo suas características tropicais. Logo depois, o Centro Nacional de Furacões (NHC) emitiu seu último aviso sobre Noel, assim que o furacão começou a se tornar um forte ciclone extratropical. Mesmo sendo um sistema extratropical, seus ventos sustentados atingiram 140 km/h na manhã de 3 de Novembro. No total, Noel causou a morte de 148 pessoas. Noel atingiu o sudeste do Canadá como um ciclone extratropical, com rajadas de ventos de até 180 km/h. Boa parte da região ficou sem eletricidade durante a passagem do ciclone. Em algumas regiões, Noel tornou-se uma forte tempestade de neve. O sistema dissipou-se totalmente sobre a região central da Groenlândia em 4 de Novembro.
O nome Noel foi retirado oficialmente pela Organização Meteorológica Mundial (OMM) em 13 de Maio de 2008 durante a sua reunião anual em Orlando, Flórida. O nome Noel foi substituído por Nestor na lista V da lista oficial de nomes de furacões atlânticos. Sendo assim, Nestor será usado pela primeira vez na temporada de furacões no Atlântico de 2013.

### Tempestade tropical Olga
Em 8 de Dezembro, o Centro Nacional de Furacões (NHC) emitiu um alerta especial de perturbação tropical, alertando que o sistema poderia se tornar uma tempestade tropical ou subtropical. De fato, em 10 de Dezembro, o sistema se tornou a tempestade subtropical Olga. As bandas externas de tempestade atingiram Porto Rico e o centro passou sobre a ilha da Hispaniola no dia seguinte. No final daquela noite, um avião caçador de furacões sobrevoou a tempestade e relatou ventos próximos ao centro do sistema, que indicavam que Olga tinha se tornado uma tempestade tropical. O sistema causou chuvas e ventos fortes sobre a Hispaniola, Cuba, sul das Bahamas e Turks e Caicos, causando a morte de 40 pessoas; 37 na República Dominicana, 1 em Porto Rico e 2 no Haiti.

## Nomes das tempestades
Os seguintes nomes serão usados para nomear os ciclones tropicais na bacia do Oceano Atlântico norte em 2007. Os nomes que foram definitivamente retirados da lista foram anunciados pela Organização Meteorológica Mundial na primavera (outono no hemisfério sul) de 2008, que foram Dean, Felix e Noel, que foram substituídos por Dorian, Fernand e Nestor, que serão usados na lista de nomes dos furacões para a temporada de 2013. Os nomes que não foram retirados desta lista também serão usados novamente na temporada de furacões no Atlântico de 2013. Esta lista é a mesma da temporada de furacões no Atlântico de 2001, exceto Andrea, Ingrid e Melissa, que substituíram Allison, Iris e Michelle, respectivamente. Os nomes que não foram usados estão marcados em cinza.
| - Andrea - Barry - Chantal - Dean - Erin - Felix - Gabrielle | - Humberto - Ingrid - Jerry - Karen - Lorenzo - Melissa - Noel | - Olga - Pablo (Sem usar) - Rebekah (Sem usar) - Sebastien (Sem usar) - Tanya (Sem usar) - Van (Sem usar) - Wendy (Sem usar) |